# Stanisław Harmata
Stanisław Harmata (ur. 17 maja 1887 we Lwowie, zm. 27 października 1939) – prawnik, działacz samorządowy, starosta powiatowy radomszczański, rohatyński i stryjski.

## Życiorys
Urodził się w rodzinie urzędnika sądowego. W Krośnie ukończył szkołę ludową, a w Jaśle gimnazjum, w którym złożył egzamin maturalny. W latach 1906–1910 studiował na Wydziale Prawa i Umiejętności Politycznych Uniwersytetu Lwowskiego i na Wydziale Prawa Uniwersytetu Jagiellońskiego. Po uzyskaniu dyplomu został zatrudniony w c. k. Namiestnictwie we Lwowie, a następnie do końca monarchii austro-węgierskiej (1918) pracował w starostwie w Bochni i Przemyślanach. W 1916 poślubił Stanisławę Frytównę, córkę dyrektora c. k. Urzędu Salinarnego w Bochni i Wieliczce, Józefa Fryta.
Po odzyskaniu niepodległości przez Polskę Stanisław Harmata został zatrudniony w MSW w Warszawie na stanowisku starszego referenta, a w 1920 został mianowany starostą powiatowym w Radomsku. W 1926 został mianowany starostą w Rohatynie w woj. stanisławowskim, a po pięciu latach uzyskał stanowisko starosty stryjskiego. Ten ostatni urząd sprawował w latach 1931–1939. Jako starosta stryjski zaangażował się w budowę nowego Domu Zdrojowego w uzdrowisku Morszyn k. Stryja i przy tej okazji miał możność goszczenia u siebie ambasadora USA w Polsce, który także wspierał tę inwestycję. W 1935 w Stryju gościł prezydent Estonii Konstantin Päts, którego podejmował Stanisław Harmata. Przy tej okazji starosta stryjski odznaczony został estońskim Orderem Krzyża Orła. W okresie od października 1932 do 19 lutego 1935 pełnił także funkcję I wiceprezesa W.C.K.S. Pogoń Stryj. W styczniu 1939 objął stanowisko naczelnika Wydziału Ogólnego w Urzędzie Wojewódzkim w Krakowie. 
Po najeździe niemieckim na Polskę we wrześniu 1939 udał się do rodzinnego Lwowa, a następnie do Brzeżan, skąd jednak powrócił do Lwowa. Po wkroczeniu armii sowieckiej do Lwowa 1 października 1939 został aresztowany przez NKWD i osadzony w więzieniu przy ul. Łąckiego. Został rozstrzelany przez sowietów 27 października 1939. Nieznane pozostaje miejsce jego egzekucji i pochówku. Dzięki staraniom rodziny został zrehabilitowany na podstawie orzeczenia Prokuratury Ukrainy nr 13/7412-91 z dnia 21 kwietnia 1992 r.

## Ordery i odznaczenia
- Krzyż Kawalerski Orderu Odrodzenia Polski (11 listopada 1934)[3]
- Złoty Krzyż Zasługi (11 października 1927)[4]
- Medal Dziesięciolecia Odzyskanej Niepodległości
- Order Krzyża Orła (Estonia, 1935)